# Malik Fathi
Malik Fathi (Berlino Ovest, 29 ottobre 1983) è un ex calciatore tedesco, di ruolo difensore.

## Biografia
Suo padre è turco, mentre la madre è tedesca.

## Carriera

### Club
La sua carriera incomincia nell'Hertha Berlino, in cui ha militato dal 2001 al 2008. Il 12 marzo del 2008 si è trasferito allo Spartak Mosca.

### Nazionale
Fathi è stato convocato per il Campionato mondiale di calcio Under-20 dalla Germania. Ha partecipato anche con la Germania Under-21 al campionato di calcio europeo Under-21 nel 2006.
Il 16 agosto del 2006 ha fatto la sua prima presenza nella nazionale tedesca in un'amichevole contro la Svezia.

## Statistiche

### Cronologia presenze e reti in nazionale
| Cronologia completa delle presenze e delle reti in nazionale ― Germania | Cronologia completa delle presenze e delle reti in nazionale ― Germania | Cronologia completa delle presenze e delle reti in nazionale ― Germania | Cronologia completa delle presenze e delle reti in nazionale ― Germania | Cronologia completa delle presenze e delle reti in nazionale ― Germania | Cronologia completa delle presenze e delle reti in nazionale ― Germania | Cronologia completa delle presenze e delle reti in nazionale ― Germania | Cronologia completa delle presenze e delle reti in nazionale ― Germania |
| Data                                                                    | Città                                                                   | In casa                                                                 | Risultato                                                               | Ospiti                                                                  | Competizione                                                            | Reti                                                                    | Note                                                                    |
| ----------------------------------------------------------------------- | ----------------------------------------------------------------------- | ----------------------------------------------------------------------- | ----------------------------------------------------------------------- | ----------------------------------------------------------------------- | ----------------------------------------------------------------------- | ----------------------------------------------------------------------- | ----------------------------------------------------------------------- |
| 16-8-2006                                                               | Gelsenkirchen                                                           | Germania                                                                | 3 – 0                                                                   | Svezia                                                                  | Amichevole                                                              | -                                                                       | 46’                                                                     |
| 7-10-2006                                                               | Rostock                                                                 | Germania                                                                | 2 – 0                                                                   | Georgia                                                                 | Amichevole                                                              | -                                                                       | 76’                                                                     |
| Totale                                                                  |                                                                         | Presenze                                                                | 2                                                                       |                                                                         | Reti                                                                    | 0                                                                       |                                                                         |